# Romary Rifka
Maria Romary Rifka González (* 25. Dezember 1970 in Poza Rica de Hidalgo, Bundesstaat Veracruz) ist eine mexikanische Hochspringerin.
Am 25. Juli 2007 war sie die erste mexikanische Goldmedaillengewinnerin im Hochsprung der Frauen bei den Panamerikanischen Spielen in Rio de Janeiro, Brasilien. Ihre Siegeshöhe betrug 1,95 Meter. Ihre persönliche Bestleistung hatte sie am 4. April 2004 in ihrer Heimat in Xalapa mit einer Höhe von 1,97 Meter erzielt.
Romary Rifka ist verheiratet mit dem mexikanischen 400-Meter-Läufer Alejandro Cárdenas.